# Dohyō

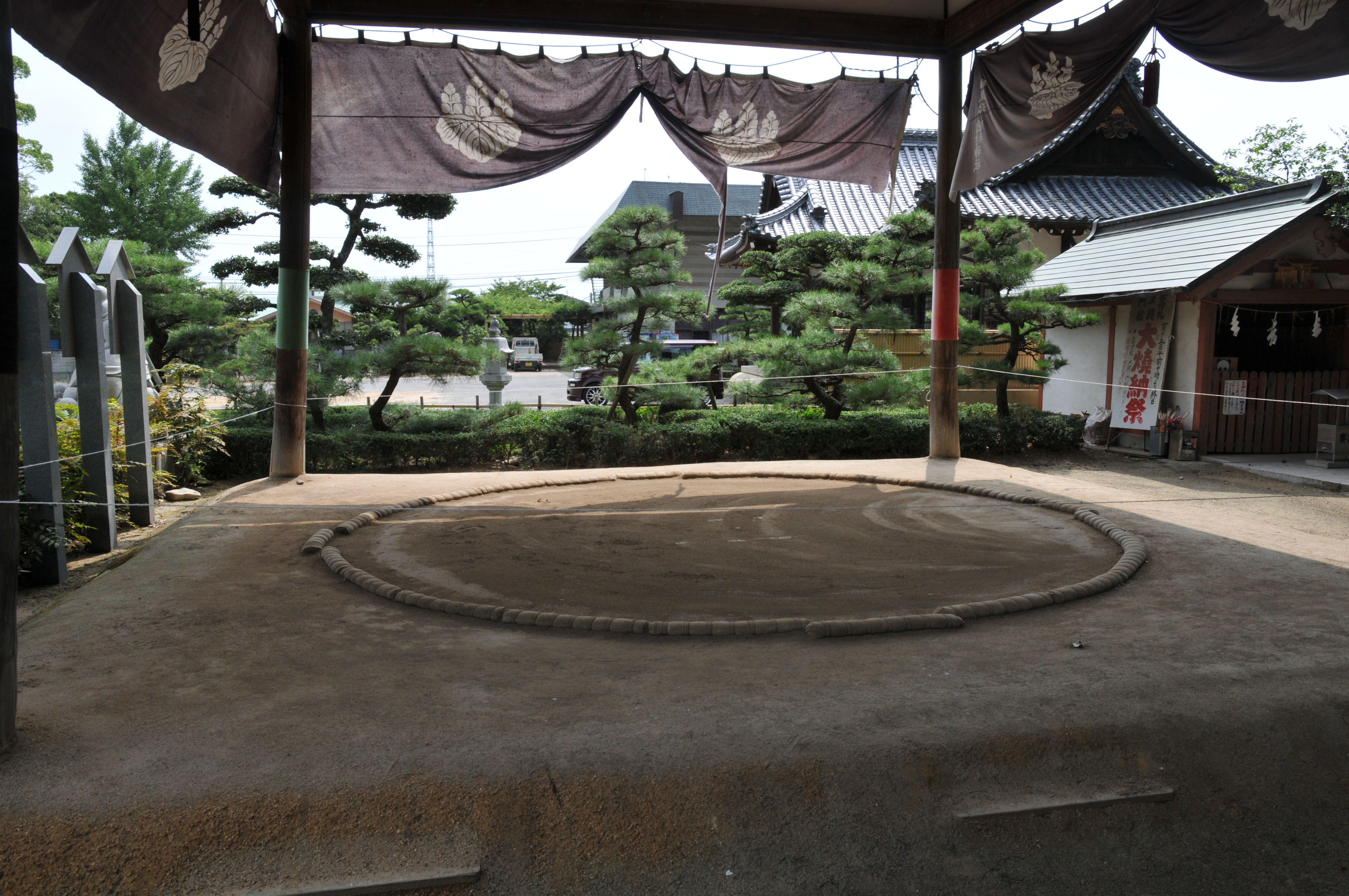
Un dohyō

Un dohyō (土俵) es el espacio en donde los combates de sumo se llevan a cabo. Un dohyō típico consiste en un círculo construido con fardos de paja de arroz de 4,55 metros de diámetro parcialmente enterrados. En los torneos profesionales oficiales (honbasho), este esta montado sobre una plataforma cuadrada de arcilla de 66 centímetros de alto y 6,7 metros de ancho en cada lado.

## Configuración y construcción

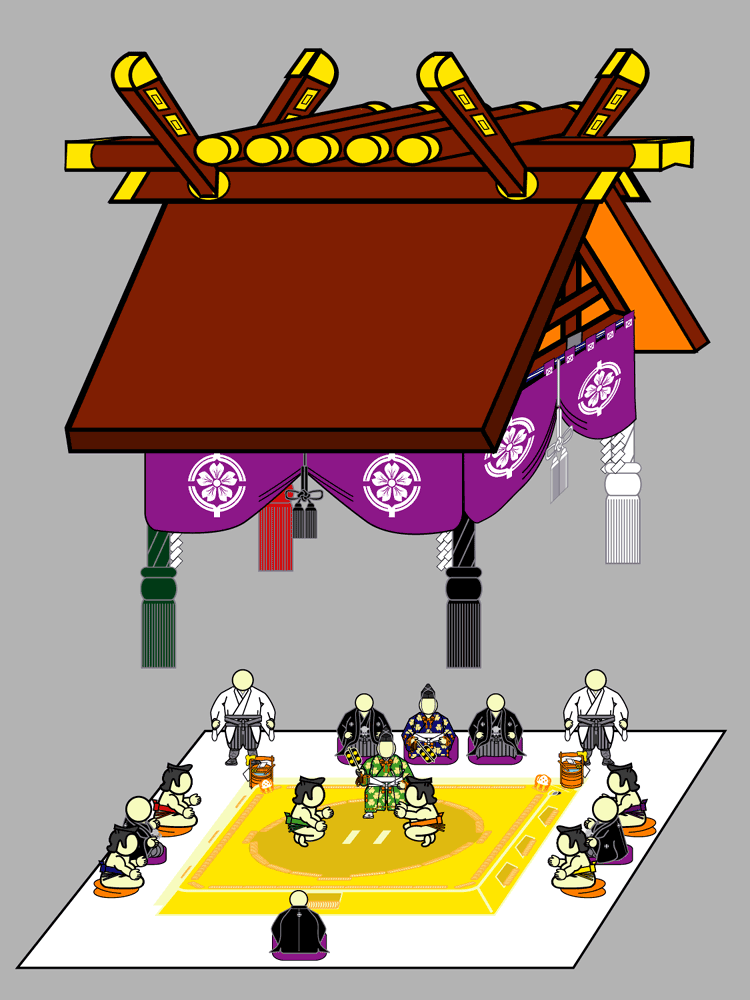
Representación de un dohyō utilizado hoy en día en los torneos de sumo profesional.

En el sumo profesional, un nuevo dohyō es construido ante de cada torneo por los yobidashi (asistentes de ring), los cuales son responsables de esta actividad. El proceso de construcción del dohyō y su plataforma de 66 centímetros de alto toma al rededor de tres días y este es realizado usando herramientas tradicionales. La arcilla utilizada en la construcción es recolectada de las riberas del Río Arakawa en la Prefectura de Saitama. Sin embargo, debido al crecimiento urbanístico en la región, se ha empezado a utilizar también arcilla de la Prefectura de Ibaraki. La superficie es recubierta con arena. El dohyō es removido después de cada torneo y, en el caso de torneo de Nagoya, varios pedazos del mismo son tomadas por los espectadores como recuerdo. Los yobidashi también se encargan de construir los dohyō de los establos de entrenamiento y durante las giras de sumo en Japón.
El diámetro del ring es de 15 shaku (4,55 metros), el cual se incrementó de los 13 shaku (3,94 metros) que se usaban antes de 1931. Los fardos de paja de arroz (tawara, 俵) los cuales le dan forma al ring, son de un tercio de su tamaño estándar y están parcialmente enterrados en la arcilla del dohyō. Cuatro piezas de tawara están colocados ligeramente hacia afuera de la línea del círculo apuntando hacia los puntos cardinales, y son llamados fardos privilegiados (tokudawara). Originalmente, esto era para que la lluvia pudiese correr fuera de la superficie dado que antiguamente los combates de sumo se realizaban al aire libre. Hoy en día, un luchador que se encuentre presionado en los bordes del ring tratará de moverse hacia uno de estos puntos para así ganar estabilidad con el objetivo de empujar mas efectivamente a su oponente el cual esta intentando sacarlo del área de combate.
En el centro se pueden encontrar dos líneas, las shikiri-sen (仕切り線), detrás de las cuales los luchadores deberán posicionarse al inicio de un combate. Estas fueron introducidas por primera vez durante el torneo de primavera de 1928, y están pintadas con 90 centímetros de largo, 6 centímetros de ancho y 70 centímetros de separación. Las shikiri-sen son retocadas por los yobidashi al final de cada día de un torneo, utilizando siempre pintura blanca esmaltada. Las líneas son notablemente mas resbaladizas que la tierra a su al rededor, pero raramente ocasionan que un luchador se resbale debido a su estrechez. Al rededor del ring se encuentra una arena finamente barrida llamada ja-no-me (蛇の目, ojo de serpiente), la cual es utilizada para determinar si un luchador a tocado el área exterior con su pie o alguna otra parte de su cuerpo. Los yobidashi se aseguran de que esta este libre de marcas previas antes de cada combate.
Un techo parecido a los que se pueden encontrar en los santuarios sintoístas (cuyo estilo arquitectónico ha sido el shinmeizukuri desde el torneo de mayo de 1953) esta suspendido encima del dohyō, y es denominado tsuriyane. El techo pesa cerca de 6,25 toneladas y esta aguantado con cables que pueden pueden soportar hasta 30 toneladas. Al rededor del tsuriyane cuelga un estandarte púrpura el cual esta bordado con el mon de la Asociación Japonesa de Sumo. Antes del torneo de septiembre de 1952, el tsuriyane estaba elevado sobre cuatro columnas, pero estas fueron removidas para permitirle a los espectadores tener una vista ininterrumpida del dohyō. Cuatro borlas (llamadas fusa), fueron colocadas como reemplazo de las columnas, suspendidas desde las esquinas del tsuriyane. Estas representan tanto las cuatro estaciones como los cuatro espíritus:
- Verde – Dragon Azur del Este (青龍), Primavera
- Rojo – Ave Bermellón del Sur (朱雀), Verano
- Blanco – Tigre Blanco del Oeste (白虎), Otoño
- Negro – Tortuga Negra del Norte (玄武), Invierno

El dohyō de los establos de entrenamiento no esta elevado sobre una plataforma de arcilla, sin embargo, este es prácticamente igual al que se puede encontrar en los torneos. Estos por lo general tienen un solo dohyō, aunque hay establos mas grandes que están equipados con múltiples dohyō.

## Dohyō matsuri
Después que el dohyō ha sido construido, una ceremonia llamada dohyō-matsuri (ceremonia de ring) es llevada a cabo. Se dice que el dohyō-matsuri fue introducido por Yoshida Zenzaemon en algún momento durante el período Edo. La familia Yoshida fue una prominente familia de gyōji.
La ceremonia es realizada para purificar y consagrar el dohyō, a la vez que se invitan a los kami (deidades del Sintoísmo) a bajar de los cielos para observar el sumo. La ceremonia es oficiada por uno de los tate-gyōji (árbitros líderes) junto a otros dos gyōji de menor rango. Los gyōji asumen el papel de los sacerdotes sintoístas. El tate-gyōji ofrecerá una plegaria por la seguridad y el bienestar de los luchadores. Un agujero cuadrado es cortado en el centro del dohyō en donde el tate-gyōji colocará algunas ofrendas: nueces de torreya, castañas secas, sal, arroz lavado, calamar seco y kombu (alga marina). Luego, el tate-gyōji vierte sake sagrado en el agujero, y también en otras secciones del dohyō para finalizar colocando mas arcilla encima. Los yobidashi después proceden a cerrar por completo el agujero. El sake sagrado es luego repartido entre todos los espectadores.
Para concluir la ceremonia, una procesión llamada fure-daiko es realizada, con los yobidashi tocando los tambores taiko. La procesión le da la vuelta al dohyō tres veces antes de salir a las calles para anunciar la inauguración del torneo.
Al final del torneo, un gyōji es arrojado al aire por varios luchadores de bajo rango para así devolver a los kami al cielo, finalizando así oficialmente el evento.

## Galería de imágenes
|                                            |
| Un dohyō al aire libre en Setagaya, Tokio. |

|                                          |
| Dohyō en la Escuela Secundaria Gamagori. |

| |
| Dohyō de entrenamiento del Heya Dewanoumi, nótese que este no se encuentra elevado sobre una plataforma. |

| |
| Shikiri-sen recién pintadas, cubiertas con una estera la cual las protegerá de la lona que será puesta encima del dohyō. |

| |
| Parte inferior del techo suspendido en el Ryōgoku Kokugikan, nótese las luces ocultas. El techo usualmente se encuentra elevado hasta el techo de la arena, y solamente es bajado a la hora de un combate. |

| |
| Las competiciones de sumo amateur y entrenamiento pueden utilizar un dohyō prefabricado, ya sea con lonas y plástico espumado. |